# Auliscomys
Auliscomys är ett släkte av däggdjur. Auliscomys ingår i familjen hamsterartade gnagare.

## Beskrivning
Dessa gnagare når en kroppslängd (huvud och bål) av 96 till 147 mm och en svanslängd av 43 till 118 mm. Pälsen har på ovansidan en gråbrun färg och buken är ljusare till vitaktig.
Arterna lever i Anderna i Peru, Bolivia, norra Chile och norra Argentina. De vistas mellan 3400 och 5500 meter över havet. Habitatet utgörs av gräsmarker och klippiga områden med sparsamt växtlighet. Individerna kan vara aktiva på dagen och på natten. De vilar i naturliga håligheter och i underjordiska bon som grävs själv eller som skapades av andra djur. Till exempel syns Auliscomys boliviensis ofta tillsammans med kamråttor (Ctenomys) eller bergsviscachor (Lagidium).
IUCN listar alla tre arter som livskraftig (LC).

## Taxonomi
Kladogram enligt Catalogue of Life:
| Auliscomys | \| \| Auliscomys boliviensis \| \| \| \| \| \| Loxodontomys micropus \| \| \| \| \| \| Auliscomys pictus \| \| \| \| \| \| Auliscomys sublimis \| \| \| \| |
|            | \| \| Auliscomys boliviensis \| \| \| \| \| \| Loxodontomys micropus \| \| \| \| \| \| Auliscomys pictus \| \| \| \| \| \| Auliscomys sublimis \| \| \| \| |
|            | Auliscomys boliviensis |
|            | |
|            | Loxodontomys micropus |
|            | |
|            | Auliscomys pictus |
|            | |
|            | Auliscomys sublimis |
|            | |

Wilson & Reeder (2005) listar Auliscomys micropus i släktet Loxodontomys. Auliscomys boliviensis listades tidvis i ett eget släkte (Maresomys).